# Liste des maires de Bourg-en-Bresse
La liste des maires de Bourg-en-Bresse présente la liste des maires de la commune de Bourg-en-Bresse, dans l'Ain en France.

## Liste des maires successifs depuis 1790
| Période           | Période                    | Identité                                   | Étiquette               | Qualité |
| ----------------- | -------------------------- | ------------------------------------------ | ----------------------- | --- |
| 19 novembre 1790  | 18 novembre 1791           | Aimé Olivier Duport                        |                         | Juge visiteur des gabelles, lieutenant-colonel en chef du 4e bataillon de volontaires de l'Ain                                                                                  |
| 19 novembre 1791  | 9 septembre 1792           | Jean Bernard Philibert Quinet              |                         | |
| 9 septembre 1792  | 25 septembre 1793          | Benoît Regnier                             |                         | Réélu 25 septembre 1793 ; possiblement député de l’Ain en 1791. |
| 25 septembre 1793 | 26 Frimaire An II          | Pierre François Blanc-Desisle              | Révolutionnaire         | |
| 26 Frimaire An II | Floréal an II              | Aimé Marie Alban                           |                         | Serrurier |
| Floréal An II     | 19 Messidor An II          | Bonnet, Galand, Ravet, François et Laymant |                         | Officiers municipaux provisoires |
| 19 Messidor An II | 29 Thermidor An II         | Raffet, Beaux, Morel et Pellet             |                         | Officiers municipaux |
| Fructidor An II   | Brumaire An IV             | Chêne                                      |                         | |
| Brumaire An IV    | Floréal An V               | Goyffon                                    |                         | Président |
| Thermidor An V    | Brumaire An VI             | Picquet l'Aîné                             |                         | Président de l’administration municipale du Canton de Bourg |
| Brumaire An VI    | Floréal An VII             | Bizet                                      |                         | Président de la commune |
| Floréal An VII    | Thermidor An VII           | Peloux                                     |                         | Président de la commune |
| Thermidor An VII  | Nivôse An VIII             | Reydellet                                  |                         | Président de la commune |
| Nivôse an VIII    | avril 1800                 | Peloux                                     |                         | Président de la commune |
| avril 1800        | 26 mai 1800                | François Philibert de Bohan                |                         | |
| 6 mai 1800        | 28 avril 1815              | Bernard Pierre Marie Chossat-Saint-Sulpice |                         | |
| 28 avril 1815     | 8 février 1816             | Bernard de Dantzick                        |                         | |
| 8 février 1816    | 3 septembre 1830           | Jean-Jacques Durand de Chiloup             | Royaliste-légitimiste   | Président du conseil général de l’Ain de 1822 à 1851 ; conseiller général de l’Ain de 1819 à 1852 ; maire de Saint-Martin-du Mont de 1805 à 1815                                |
| 3 septembre 1830  | 29 septembre 1831          | Marc-Antoine Puvis                         |                         | Maire provisoire |
| 3 novembre 1831   | 14 novembre 1831           | Bernard, Quinson, Armand et Rodet          |                         | Commission municipale à la suite de l'absence du maire et du départ à la retraite du premier adjoint.                                                                           |
| 28 janvier 1832   | 23 décembre 1832           | Charles de Meillonnas                      |                         | Maire provisoire |
| 24 décembre 1832  | 10 décembre 1839           | Pierre Marie Bernard                       |                         | |
| 1er octobre 1840  | 27 février 1848            | Marie Antoine Morellet                     |                         | |
| 12 mars 1848      | 9 février 1851             | Pierre Joseph Constant Charassin           |                         | Député de 1848 à 1849 |
| février 1851      | 9 janvier 1862 (démission) | Charles François Joseph Bernard            |                         | Député de 1871 à 1876 |
| 10 janvier 1862   | 27 octobre 1870            | Marie Victor Dupré                         |                         | |
| 29 octobre 1870   | 4 mars 1874                | Vincent Triquet                            |                         | |
| 5 mars 1874       | 6 décembre 1876            | Louis René Alexis Chicod                   |                         | |
| 7 décembre 1876   | 21 octobre 1880            | Vincent Triquet                            |                         | |
| 18 octobre 1880   | 10 avril 1882              | Jean-Marie Verne                           |                         | Né à Saint-Genis-sur-Menthon le 20 septembre 1825 et mort le 16 juin 1901 ; conseiller d’arrondissement en 1880 ; conseiller général de 1884 à 1901                             |
| 11 avril 1882     | 14 avril 1882              | Antoine Belayzoud                          |                         | |
| 21 avril 1882     | 13 mai 1884                | Vincent Triquet                            |                         | |
| 14 mai 1884       | 15 janvier 1887            | Antoine Belayzoud                          |                         | |
| 16 janvier 1887   | 1er septembre 1887         | Joseph Marie Melin                         |                         | |
| 6 septembre 1887  | 19 mai 1888                | Jean Giraud                                |                         | |
| 20 mai 1888       | 3 novembre 1900            | Jean-Marie Verne                           |                         | Né à Saint-Genis-sur-Menthon le 20 septembre 1827 et mort le 16 juin 1901 ; conseiller d’arrondissement en 1880 ; conseiller général de 1884 à 1901                             |
| 22 novembre 1900  | 9 décembre 1919            | Georges Loiseau                            |                         | Né au Havre le 27 août 1858 et mort le 25 avril 1942 ; conseiller général de 1904 à 1919                                                                                        |
| 10 décembre 1919  | 12 juin 1922 (démission)   | Joseph Emile Albertin                      |                         | |
| 12 juin 1922      | 17 mai 1935                | Jean-Jules Belley                          |                         | Maire provisoire du 12 au 30 juin 1922 ; né à Bourg-en-Bresse le 19 juin 1851 et mort le 11 mars 1943 ; conseiller d’arrondissement en 1913 ; conseiller général de 1919 à 1922 |
| 18 mai 1935       | 8 septembre 1944           | Alphonse Joseph Dupont                     |                         | Député de 1936 à 1940 |
| 9 septembre 1944  | 13 mars 1965               | Amédée Mercier                             |                         | Maire provisoire du 9 septembre 1944 au 17 mai 1945 ; député de l’Ain de 1958 à 1962                                                                                            |
| 14 mars 1965      | mars 1977                  | Paul Barberot                              | MRP                     | Député de 1962 à 1978 ; conseiller général de 1970 à 1976 |
| 28 mars 1977      | avril 1985                 | Louis Robin                                | PS                      | Député de 1981 à 1986 ; conseiller général de 1955 à 1979 |
| 30 avril 1985     | mars 1989                  | Jean Moreteau                              | PS                      | Né à Montrevel le 23 juin 1942 ; conseiller régional de 1986 à 1992 |
| 19 mars 1989      | juin 1995                  | Paul Morin                                 | Parti Radical Valoisien | Conseiller général de 1973 à 2001 |
| 18 juin 1995      | mars 2001                  | André Godin                                | PS                      | Député de 1997 à 2002 ; conseiller général de 1976 à 1982 |
| 18 mars 2001      | 19 février 2008 (décès)    | Jean-Michel Bertrand                       | UMP                     | Député de 2002 à 2007 ; conseiller régional de 1995 à 1998 et de 2001 à 2002 |
| 9 mars 2008       | En cours (au 2 mars 2025)  | Jean-François Debat                        | PS                      | Conseiller régional de 2004 à 2007 et depuis 2016 |